# Carl Friedrich Christian Fasch
Pour les articles homonymes, voir Fasch.
Carl Friedrich Christian Fasch, né à Zerbst le 18 novembre 1736 et mort à Berlin le 3 août 1800, est un compositeur allemand de musique classique, membre de l'École de Berlin.

## Biographie
Enfant fragile et mutique, Carl commence l’apprentissage de la musique auprès de son père Johann Friedrich Fasch, maître de chapelle (plus précisément Hofkapellmeister : maître de la musique, religieuse aussi bien que profane) à la cour princière d'Anhalt-Zerbst, puis du Concertmeister Carl Höckh.  En 1751, il est envoyé compléter sa formation auprès du Concertmeister de la cour ducale de Mecklembourg-Strelitz, Johann Wilhelm Hertel.  C’est alors qu’il attire l’attention de František Benda, Premier violon du roi de Prusse, venu à Strelitz pour y jouer un solo devant la cour. Cinq ans plus tard le virtuose bohémien recommande le jeune Fasch à Frédéric II, à la recherche d’un remplaçant depuis la démission du claveciniste Christoph Nichelmann,. 
Fasch part donc en 1756 pour Berlin, contrariant ainsi le désir de son père qui ambitionnait de le voir lui succéder au poste de Hofkapellmeister (maître de la musique de la cour), et qui craint, en luthérien zélé qu’il est, que la scandaleuse atmosphère irréligieuse qui règne à la cour de Prusse, n’expose son fils à une corruption morale certaine. Il loge dans un premier temps chez son collègue Carl Philipp Emanuel Bach ; ensemble ils partageront le poste de claveciniste de la cour pendant près de dix ans, chacun assumant son service en alternance avec l’autre, sans hiérarchie aucune. Carl commence son service après quatre semaines d’observation, au cours desquelles il aura eu l’opportunité d’entendre Bach accompagner le monarque flûtiste. Les activités principales qui incombent aux clavecinistes de la cour sont les suivantes : assurer le continuo au deuxième clavecin dans la fosse de l’opéra royal au sein de la Hofkapelle au grand complet - le Kapellmeister Carl Heinrich Graun dirigeant du premier - le lundi et vendredi durant la saison de carnaval ; et accompagner au pianoforte les concerts de chambre quotidiens du roi,.  
Mais la Guerre de Sept ans éclate ; dès lors, la vie musicale à la cour s’arrête, tout comme les salaires. Hélas Fasch n’aura pas eu le temps de nouer dans les cercles de Berlin les précieux contacts qui auraient pu lui être utiles quand la musique déserterait Potsdam dans les années à venir. Il doit se trouver des élèves ; quelques heures d’enseignement constituent son unique et maigre gagne-pain. Le reste du temps, le claveciniste désœuvré se plonge dans une foule d’activités aussi variées que curieuses : géopolitique, mathématiques, apprentissage des langues... Son obsession pour les châteaux de cartes prend une telle ampleur que chaque pièce de la maison en est envahie. De longues heures sont occupées à jouer à la Patience ; désormais un expert de ce jeu, Fasch en invente sa propre variante, qu’il nomme « Grande Patience ». Mais il ne boude pas pour autant la composition : un canon à vingt-cinq voix lui attire le respect et l’amitié du compositeur-théoricien Johann Philipp Kirnberger, Kapellmeister de la Princesse Anna-Amélie, sœur cadette du roi - qui fera découvrir à Fasch la musique de son idole, Johann Sebastian Bach.,
Une fois la paix revenue en 1763, Frédéric II provoque le mécontentement général des musiciens en refusant de les compenser financièrement. Depuis le retour du roi, notre claveciniste songe sérieusement à lui demander son congé ; mais Bach ronge son frein depuis de nombreuses années et parvient à l’en dissuader. C’est donc à ce dernier que le roi accorde à contre-cœur la permission de quitter définitivement la cour en 1767, ne consentant pas à laisser partir son autre claveciniste. Une augmentation lui est néanmoins concédée, et il se laissera par la suite totalement convaincre de rester. Il vouera malgré tout à son capricieux employeur une fidélité et un respect sans faille. La Prusse est sortie du conflit certes victorieuse mais épuisée et exsangue. Frédéric demeure à jamais changé, et la nouveauté n’a plus d’attraits pour lui, son goût est en cours de pétrification : son âge d’or musical  est désormais révolu. En 1774, Fasch se voit confier la direction du Hofoper à la mort de son directeur Johann Friedrich Agricola, sans pour autant que son salaire en soit augmenté. Ne goûtant guère l’opéra, il s’acquitte de sa tâche sans plaisir. Pour la scène, seul un pastiche nait de sa plume, Vasco de Gama. Heureusement l’année suivante, le roi trouve enfin en Johann Friedrich Reichardt son nouveau Kapellmeister - titre délesté depuis la mort de Graun - et soulage donc Fasch de son pénible intérim. Frédéric se désintéresse de la musique et se replie davantage sur lui-même ; en 1776, il renonce définitivement à la flûte. Depuis toujours fragiles, la santé et le moral de Carl se détériorent. Sa piété croît sans discontinuer, et son salaire demeure inexorablement le même,. 
En 1783, Fasch se voit offrir par son ami Reichardt s’en revenant d’Italie une messe à seize voix d’Orazio Benevoli. Ébloui par la maîtrise polyphonique du maître romain du XVIIe siècle, il copie la messe et en compose une pour le même effectif. Mais plusieurs tentatives pour la faire chanter se révèlent décourageantes : en effet les solistes italiens de l’opéra, indisciplinés et peu habitués à la polyphonie, ne se montrent pas à la hauteur de la partition. L’approximatif chœur de la Nicolaikirche ne parvient pas à faire mieux, le projet est donc abandonné. Pédagogue très recherché, Fasch accepte comme élève Carl Friedrich Zelter. Cet apprenti maçon gagne l’amitié et la confiance de son professeur, et jouera un rôle déterminant dans les accomplissements futurs de celui-ci ; en outre, il écrira l’unique biographie de Fasch (1801). Trois années se succèdent, et Carl va de mal en pis. Constamment alité, il attend sereinement la mort. Mais en août 1786, celle-ci décide plutôt d’emporter le roi. Au grand étonnement de Fasch, le successeur de Frédéric son neveu Frédéric-Guillaume II, maintient son poste et son salaire. Le musicien connaît alors un immédiat regain de vitalité, une véritable renaissance. Il brûle tout ce qui appartient à son ancienne existence : sa correspondance avec le défunt roi, ses châteaux de cartes, et... ses propres compositions ! Une fois cette purge accomplie, l’étude de la théorie musicale l’absorbe totalement,.
En 1789, Fasch est résolu à pallier l’insuffisance des chœurs qui l’avait empêché de faire aboutir l’exécution de sa messe six ans auparavant. L’été venu, il réunit chez lui une dizaine de chanteurs parmi les dilettanti de la haute société, pour lesquels il compose des pièces à quatre, cinq ou six voix. Le niveau est excellent et l’expérience se renouvelle régulièrement, le groupe prend de l’ampleur. Zelter assiste Fasch dans la préparation des chanteurs. Les visiteurs ne sont admis qu’à la condition de se joindre eux-mêmes au chœur ; la bienveillance mutuelle, et un amour commun de la musique sont le ciment de ces réunions. Le chœur atteint vingt membres en 1791, année officielle de la création de ce qu’on appellera désormais la Berliner Singakademie. Des compositeurs aussi divers que Händel, Allegri, Durante, Mozart ou Marcello sont à l’honneur, mais c’est Johann Sebastian Bach, dont Carl introduit le motet Komm, Jesu komm en 1794, qui fera les grandes heures de l’institution, Berlin devenant à ce moment le véritable centre du renouveau du Cantor de Leipzig. Deux ans plus tard, Beethoven rend visite à la Singakademie, désormais installée à l’Académie des Arts, et y improvise au piano sur un thème de Fasch. En 1800, les funérailles de son fondateur donnent lieu à la toute première exécution berlinoise du Requiem de Mozart ; le chœur compte alors centre trente-sept membres. C’est à la tête de cette même Singakademie que Felix Mendelssohn dirige la re-création de la Passion selon Saint Matthieu en 1829. Fasch a posé les bases du chant choral moderne, et a tenu un rôle primordial dans la renaissance et l’appréciation de l’œuvre de Bach père au XIXe siècle,.
La carrière de Fasch fut certes modeste, mais la présence de quelques-unes de ses pièces dans le Musicalisches Mancherley (Berlin, 1762) et le Musicalisches Vielerley (Hambourg, 1770), publiés par Carl Philipp Emanuel Bach, témoigne tout de même, de la part du plus prestigieux de ses pairs, de l’estime que l’on avait pour lui.